# Aeropuerto de A Coruña
Luchthaven A Coruña (IATA: LCG, ICAO: LECO), (Spaans: Aeropuerto de La Coruña, Galicisch: Aeroporto da Coruña), officieel de Aeropuerto Internacional de A Coruña ook wel bekend als Aeropuerto de Alvedro, is de luchthaven van de stad A Coruña in het noordwesten van Spanje. De luchthaven wordt beheerd door het Spaanse staatsbedrijf AENA. De luchthaven ligt op het grondgebied van de gemeente en voorstad Culleredo, 10 km ten zuiden van het centrum van A Coruña. Alvedro is de oude naam van Culleredo.
Plannen voor een luchthaven werden op 11 september 1953 goedgekeurd door de Spaanse regering omwille van orografische en meteorologische elementen die het aanvliegen van de in 1935 geopende Aeropuerto de Santiago de Compostela te veelvuldig bemoeilijken. De werken aan de site op het plateau van Alvedro liepen van 1961 tot 1963. De luchthaven van A Coruña werd ingehuldigd op 25 mei 1963. Het eerste vliegtuig was een vlucht van de Spaanse luchtvaartmaatschappij Aviaco vanuit Madrid.
Op 13 augustus 1973 stortte Aviaco-vlucht 118 uitgevoerd met een Caravelle neer bij het nabijgelegen dorp Montrove in de gemeente Oleiros, waarbij alle 79 passagiers en 6 bemanningsleden omkwamen terwijl het vliegtuig probeerde te landen. De oorzaken van het ongeval waren menselijk, aangezien de piloten de naderingsminima verlaagden op een dag dat er een dikke mist was op het moment van de fatale landing.
In 2011 werd de aanduiding van baan 04/22 op de luchthaven A Coruña gewijzigd in baan 03/21.
Op 25 juni 2015 werd de start- en landingsbaan met 400 meter verlengd tot 2340 meter geasfalteerd, met een extra draaiplatform.
De luchthaven wordt bediend door Iberia LAE, Air Europa, Binter Canarias, Volotea, Vueling Airlines en Easyjet. In 2023 maakten 1.252.022 passagiers gebruik van de luchthaven.